# Puy-Saint-Gulmier
Puy-Saint-Gulmier – miejscowość i gmina we Francji, w regionie Owernia-Rodan-Alpy, w departamencie Puy-de-Dôme.
Według danych na rok 1990 gminę zamieszkiwały 203 osoby, a gęstość zaludnienia wynosiła 10 osób/km² (wśród 1310 gmin Owernii Puy-Saint-Gulmier plasuje się na 647. miejscu pod względem liczby ludności, natomiast pod względem powierzchni na miejscu 443.).